# La Houssaye-en-Brie
La Houssaye-en-Brie is een gemeente in het Franse departement Seine-et-Marne (regio Île-de-France) en telt 1456 inwoners (1999). De plaats maakt deel uit van het arrondissement Provins.

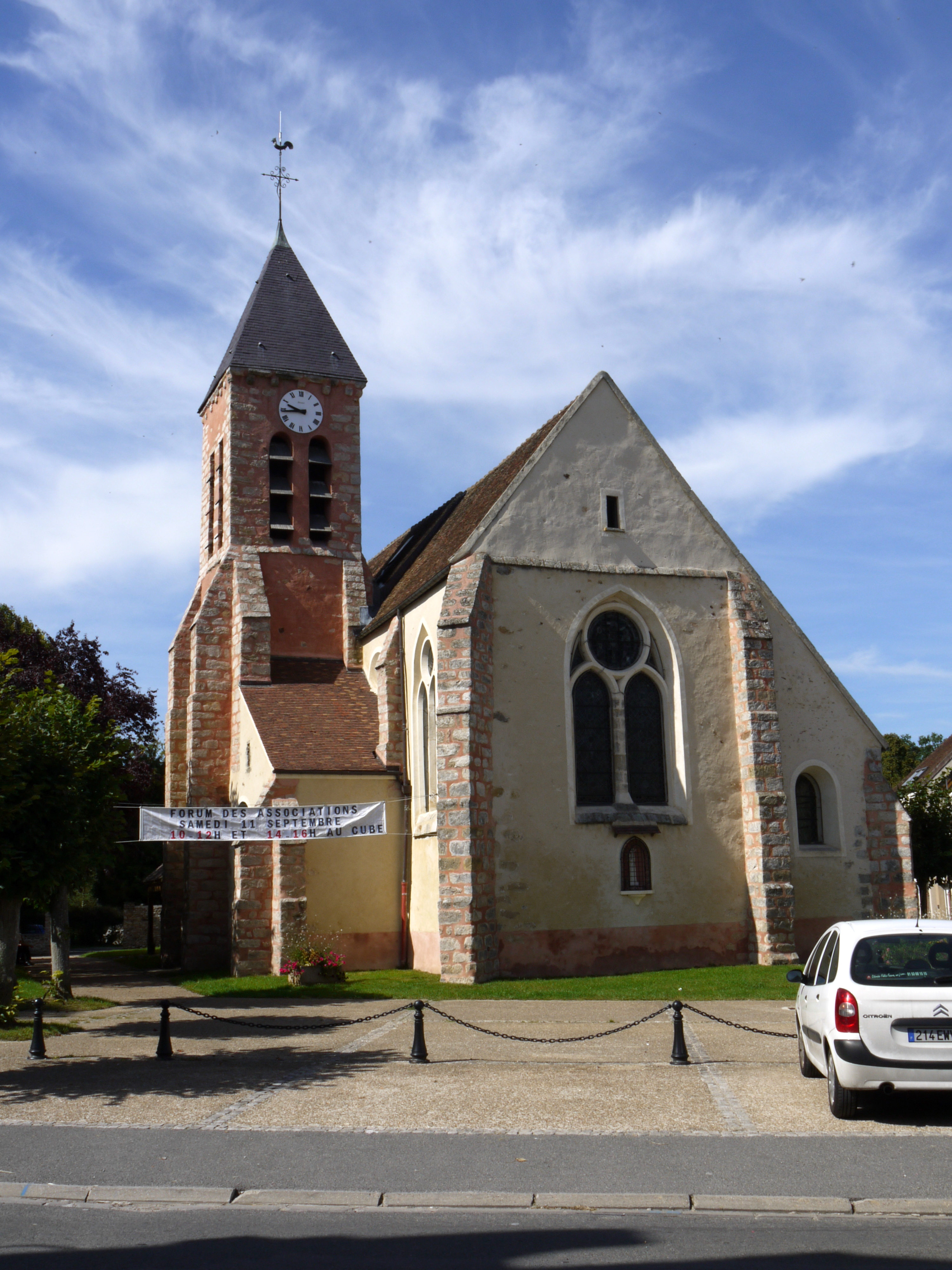
Kerk van La Houssaye-en-Brie
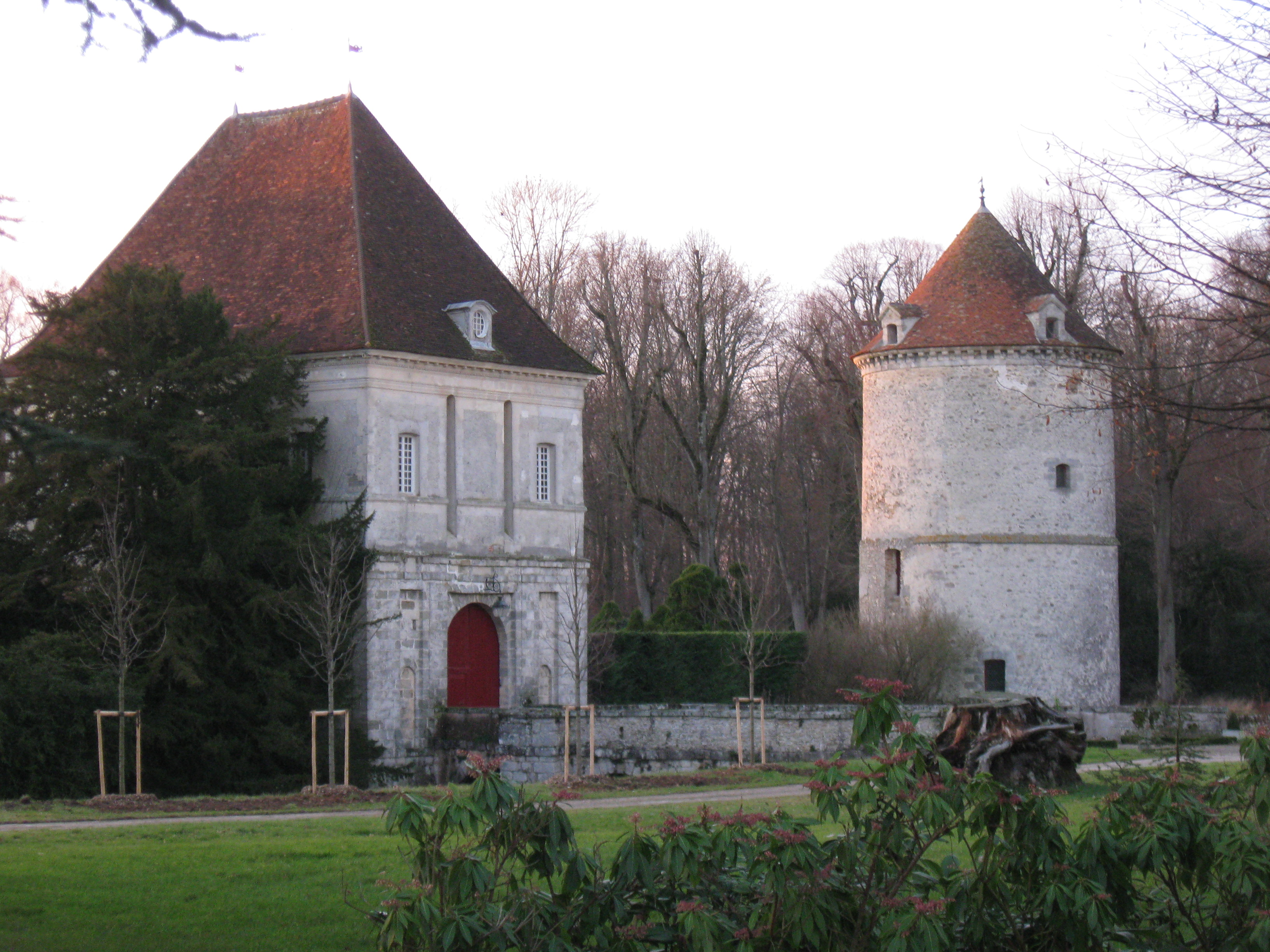
Kasteel van La Houssaye-en-Brie
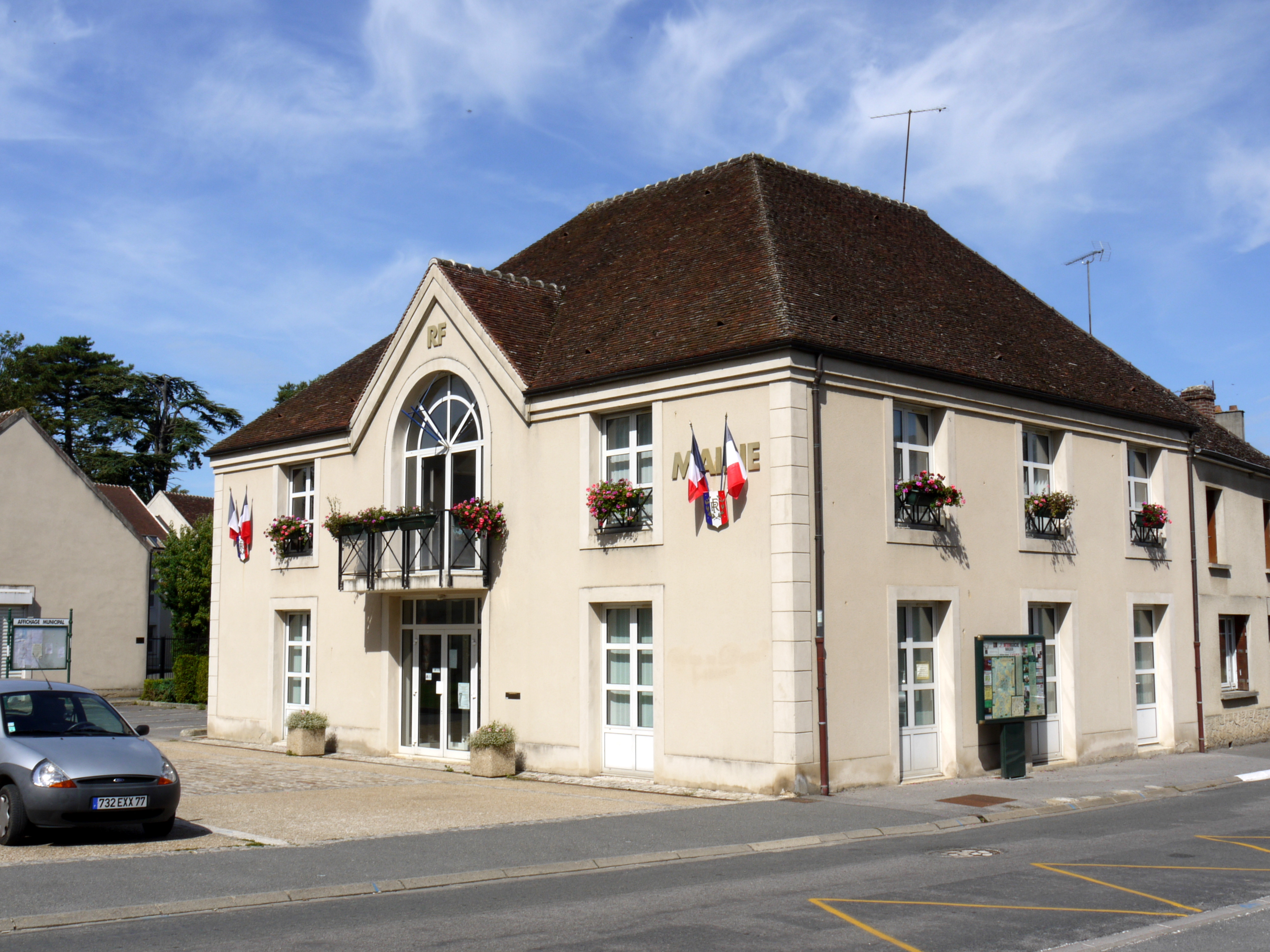
Gemeentehuis

## Geografie
De oppervlakte van La Houssaye-en-Brie bedraagt 12,4 km², de bevolkingsdichtheid is 117,4 inwoners per km².
De onderstaande kaart toont de ligging van La Houssaye-en-Brie met de belangrijkste infrastructuur en aangrenzende gemeenten.

## Demografie
Onderstaande figuur toont het verloop van het inwonertal (bron: INSEE-tellingen).